# ثينك بوك
ثينك بوك (بالإنجليزية: ThinkBook)‏ خط إنتاج جديد من شركة لينوفو عبارة عن مجموعة من الحواسيب المحمولة الموجهة للأعمال والتي تم تصميمها وتطويرها وبيعها بواسطة لينوفو (Lenovo) .
سعت لينوفو عبر خط إنتاجها الجديد ثينك بوك نحو استهداف رجال الأعمال الشباب والمشاريع الصغيرة والمتوسطة. ويعتبر أقرب لسلسة ثينك باد فئة ThinkPad E. على عكس لابتوبات ثينك باد لا تحتوي لابتوبات ثينك بوك على النقطة الحمراء الشهيرة والمعروفة بالتراك بوينت. تك صنع هيكل لابتوبات الثينك بوك من الألمنيوم والمغنسيوم ولذا تأتي بلون رمادي أنيق (بدلاً من هيكل Thinkpad E البلاستيكي) ويتميز بخيارات شاشة أساسية أفضل.